# Saelele
Saelele est une commune du județ de Teleorman en Roumanie.